# إيملي ماهر
إيملي ماهر (بالإنجليزية: Emily Maher)‏ هي عداءة سريعة أيرلندية، ولدت في 2 مايو 1981 في كيلكيني في جمهورية أيرلندا.

## وصلات خارجية
- إيملي ماهر على موقع الاتحاد الدولي لألعاب القوى (الإنجليزية)
- إيملي ماهر على موقع أوليمبيديا (الإنجليزية)